# Frieder
Frieder ist ein deutscher männlicher Vorname. Dies ist die Kurzform von Friedrich bzw. Friederich (siehe dort für Herkunft und Bedeutung).
Der 18. Juli ist der Namenstag von Friedrich.

## Bekannte Namensträger

### Vorname
- Frieder Andrich (* 1948), deutscher Fußballspieler
- Frieder Arndt (1961–2017), deutscher Komiker
- Frieder Bernius (* 1947), deutscher Dirigent
- Frieder Birzele (1940–2023), Politiker der SPD, Mitglied des Landtages von Baden-Württemberg
- Frieder Burda (1936–2019), deutscher Kunstsammler
- Frieder Butzmann (* 1954), deutscher Komponist, Hörspielautor und Performancekünstler
- Frieder Diestelhorst (* 1987), deutscher Basketballspieler
- Frieder Döring (1942–2025), deutscher Arzt und Schriftsteller
- Frieder Dünkel (* 1950), deutscher Strafrechtler
- Frieder Faist (1948–2008), deutscher Schriftsteller
- Frieder Gadesmann (1943–2014), deutscher Theologe u. Erziehungswissenschaftler
- Frieder Gottwald (* 1964), deutscher Bassist
- Frieder Grindler (* 1941), deutscher Grafikdesigner
- Frieder Günther (* 1971), deutscher Neuzeithistoriker
- Frieder Heinze (* 1950), deutscher Maler, Grafiker und Objektkünstler
- Frieder Henf (* 1943), deutscher Jurist
- Frieder Hepp (* 1957), deutscher Historiker und Museumspädagoge
- Frieder Jelen (* 1943), deutscher Theologe und Politiker
- Frieder Jentsch (* 1947), deutscher Mineraloge und Wissenschafts-/Technikhistoriker
- Frieder Käsmann (* 1954), deutscher Dokumentarfilmer, Autor und Regisseur
- Frieder Kühner (* 1951), deutscher Bildender Künstler
- Frieder Lang (* 1950), deutscher Opernsänger (Tenor) und Gesangspädagoge
- Frieder Löhrer (* 1956), deutscher Ingenieur und Industriemanager
- Frieder Nake (* 1938), deutscher Mathematiker, Informatiker, Computerkünstler
- Frieder Naschold (1940–1999), deutscher Sozialforscher
- Frieder Nögge (1955–2001), deutscher Clown, Bühnenkünstler, Regisseur und Poet
- Frieder Rubik (* 1956), deutscher Wirtschaftswissenschaftler
- Frieder Sauer (1934–2000), deutscher Biochemiker, Biologe und Naturfotograf
- Frieder Scheiffele (* 1979), deutscher Autor und Fernsehproduzent
- Frieder Schlaich (* 1961), deutscher Filmproduzent, Filmregisseur und Drehbuchautor
- Frieder Schuller (* 1942), rumäniendeutscher Schriftsteller
- Frieder Schulz (1917–2005), deutscher evangelischer Liturgiewissenschaftler
- Frieder Simon (1936–2020), deutscher Puppenspieler, Puppengestalter und Regisseur
- Frieder Stöckle (1939–2015), deutscher Bildhauer, Handwerker, Pädagoge und Buchautor
- Frieder Venus (* 1950), deutscher Schauspieler und Theaterregisseur
- Frieder Wagner (* 1942), deutscher Dokumentarfilmer und Autor
- Frieder Weissmann (1893–1984), deutscher Dirigent und Komponist
- Frieder Wittich (* 1974), deutscher Regisseur und Drehbuchautor
- Frieder Otto Wolf (* 1943), deutscher Philosoph, Politikwissenschaftler, Politiker und Humanist
- Frieder Zschoch (1932–2016), deutscher Musikwissenschaftler

### Pseudonym
- John Frieder, gemeinsames Pseudonym von Werner Riegel und Peter Rühmkorf